# Paseo del Prado
El paseo del Prado es un bulevar de la ciudad española de Madrid. Se articula según un eje norte-sur, desde la plaza de Cibeles hasta la plaza del Emperador Carlos V, popularmente conocida como Glorieta de Atocha. A mitad de su recorrido confluye con la plaza de la Lealtad y con la plaza de Cánovas del Castillo, donde se ubica la fuente de Neptuno.
Junto con los paseos de la Castellana y Recoletos, que se extienden al norte, conforma uno de los principales ejes viarios de la ciudad, conocido como eje Prado-Recoletos, al conectar la zona septentrional de la misma con la meridional.
En el terreno cultural, el paseo del Prado alberga uno de los principales focos museísticos del mundo. En él se ubican los museos del Prado y Thyssen-Bornemisza y en sus inmediaciones se halla el Centro de Arte Reina Sofía, promocionados turísticamente bajo la denominación de Paseo o Triángulo del Arte.
En este paseo también se encuentran diferentes monumentos y recintos de interés histórico-artístico, levantados en el siglo XVIII dentro del proyecto urbanístico del Salón del Prado, además de numerosos motivos ornamentales y paisajísticos. Destacan el Edificio Villanueva, sede principal del Museo del Prado, el Real Jardín Botánico y los conjuntos escultóricos de las fuentes de Neptuno, Cibeles y Apolo.
El Paseo del Prado forma parte del conocido como Paisaje de la Luz, paisaje cultural declarado Patrimonio de la Humanidad de la UNESCO el 25 de julio de 2021, junto con el Parque del Retiro y el Barrio de los Jerónimos.

## Odonimia

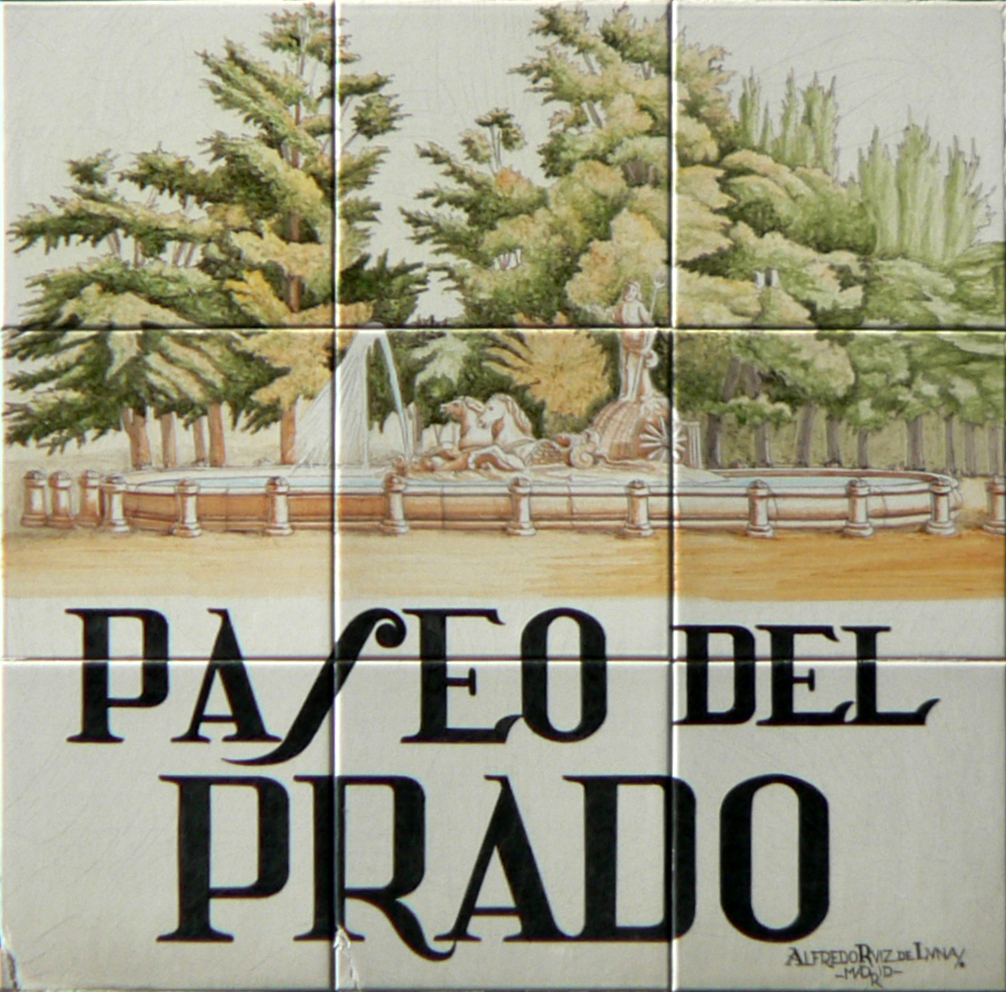
Placa de la calle

El paseo debe su nombre al desaparecido «Prado de los Jerónimos», un conjunto de solares y prados silvestres situados alrededor del monasterio de San Jerónimo el Real, que marcaban el límite oriental del casco urbano madrileño. En sus proximidades existían otras dos zonas designadas como prados: el de los Recoletos Agustinos (coincidente, en líneas generales, con el Paseo de Recoletos) y el de Atocha (cerca de la actual plaza del Emperador Carlos V). Todos ellos eran conocidos con el común denominador de Prado Viejo.
Por extensión, el actual Museo del Prado toma su denominación del paseo donde se encontraba hasta su reforma su entrada principal.

## Historia

### Antecedentes

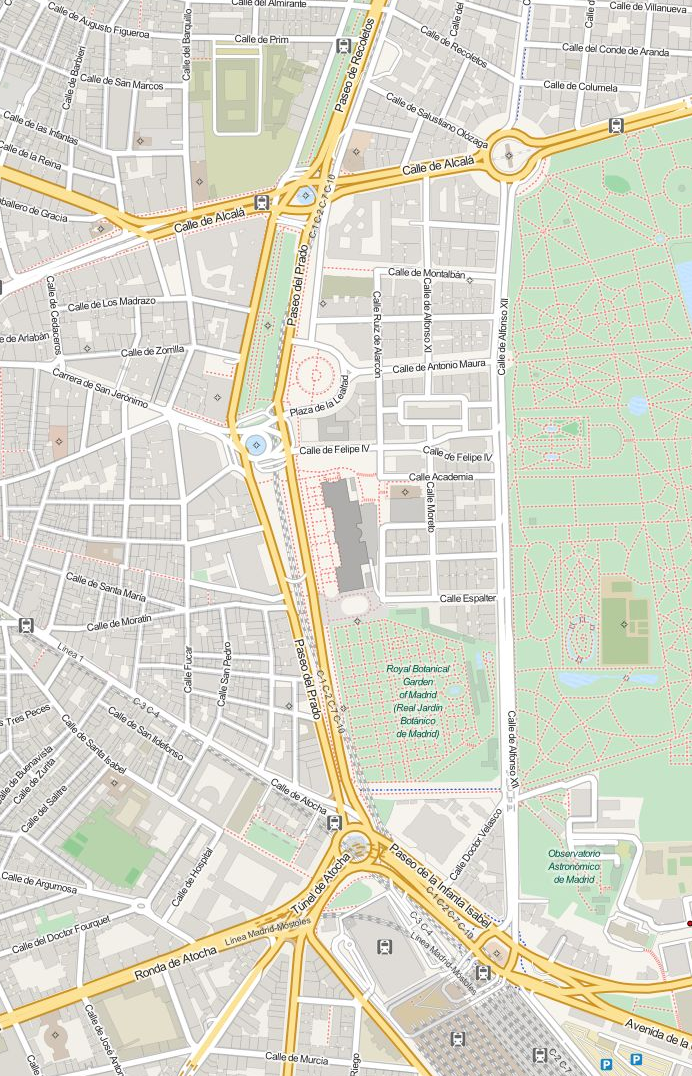
Situación del Paseo del Prado en el callejero de Madrid.

La primera reforma urbanística del Prado Viejo tuvo lugar en el año 1570, bajo el impulso del rey Felipe II, que nueve años antes había establecido la Corte en Madrid. En la esquina de la carrera de San Jerónimo con el Prado existía una construcción que se denominaba la Torrecilla de la Música y aparecía en diversos planos de la época. El proyecto consistió en la alineación de las manzanas orientales de la ciudad para la creación de una zona de recreo y esparcimimento, articulada alrededor del cauce del desaparecido arroyo de la Fuente Castellana o del Olivar, que discurría al este del casco urbano.
Fruto de esta iniciativa fue la plantación de una arboleda longitudinal, dispuesta en una única hilera en el caso del Prado de los Recoletos Agustinos y en tres en el de los Jerónimos, según puede apreciarse en el plano de Pedro Teixeira de 1656. Dos son los cuadros del siglo XVII con vistas del paseo: Anónimo, Paseo del Prado en la Confluencia con Carrera de San Jerónimo; y Jan van Kessel III,  (atribuido) Vista de la Carrera de San Jerónimo y el Paseo del Prado con cortejo de carrozas (1686), ambos pertenecientes a Carmen Cervera el primero expuesto en el Museo del castillo de Hochosterwitz en Launsdorf (Austria) y el segundo expuesto en el Museo Thyssen-Bornemisza.
Pedro de Medina dejó una de las primeras descripciones de esta alameda en la edición Libro de las grandezas y cosas memorables de España de 1595:

(...) llaman a estas alamedas el prado de San Hierónimo, en donde de invierno al sur y de verano a gozar de la frescura, es cosa de muy de ver y de mucha recreación la multitud de gente que sale, de bizarrisimas damas, de bien dispuestos caballeros, y de muchos señores y señoras principales, en coches y carrozas. Aqui se goza de gran deleite y gusto de la frescura y viento en todas las tardes y noches del Estío y de muchas buenas musicas, sin daños ni perjuicios, ni deshonestidades...
Pedro de Medina, Libro de las grandezas y cosas memorables de España (1549-1550)

Mediante este eje arbolado se marcaba la línea divisoria entre el caserío de la ciudad y los recintos monacales ubicados al otro lado del Prado Viejo. A principios del siglo XVII fue construido, junto al monasterio de San Jerónimo el Real, el Palacio del Buen Retiro, una finca y residencia real que cerraba la cara este del Prado de los Jerónimos. De este último conjunto, sólo se conservan el Salón de Reinos y el Salón de Baile (conocido como Casón del Buen Retiro), así como parte de sus jardines, que conforman el actual Parque del Retiro.

### El proyecto del Salón del Prado
Durante el reinado de Carlos III, las reformas urbanas de Madrid se plantearon en lo que entonces era la periferia de la ciudad: el Prado Viejo que, pese a ser un paseo muy popular había ido cayendo en un estado de abandono y perdiendo su primitiva función de lugar de esparcimiento.
El Salón del Prado, como se llamó a esta gran reforma, convirtió esta zona, profusamente arbolada, en un paseo con jardines y fuentes. La idea fue promovida por el Conde de Aranda, presidente del Consejo de Castilla, iniciándose los trabajos en 1763. Se trataba de integrar de forma unitaria los fragmentos dispersos del espacio de transición entre la ciudad y el conjunto palatino del Buen Retiro, mediante la creación de un espacio circo-agonal limitado y embellecido por fuentes, estatuas y vías arboladas.

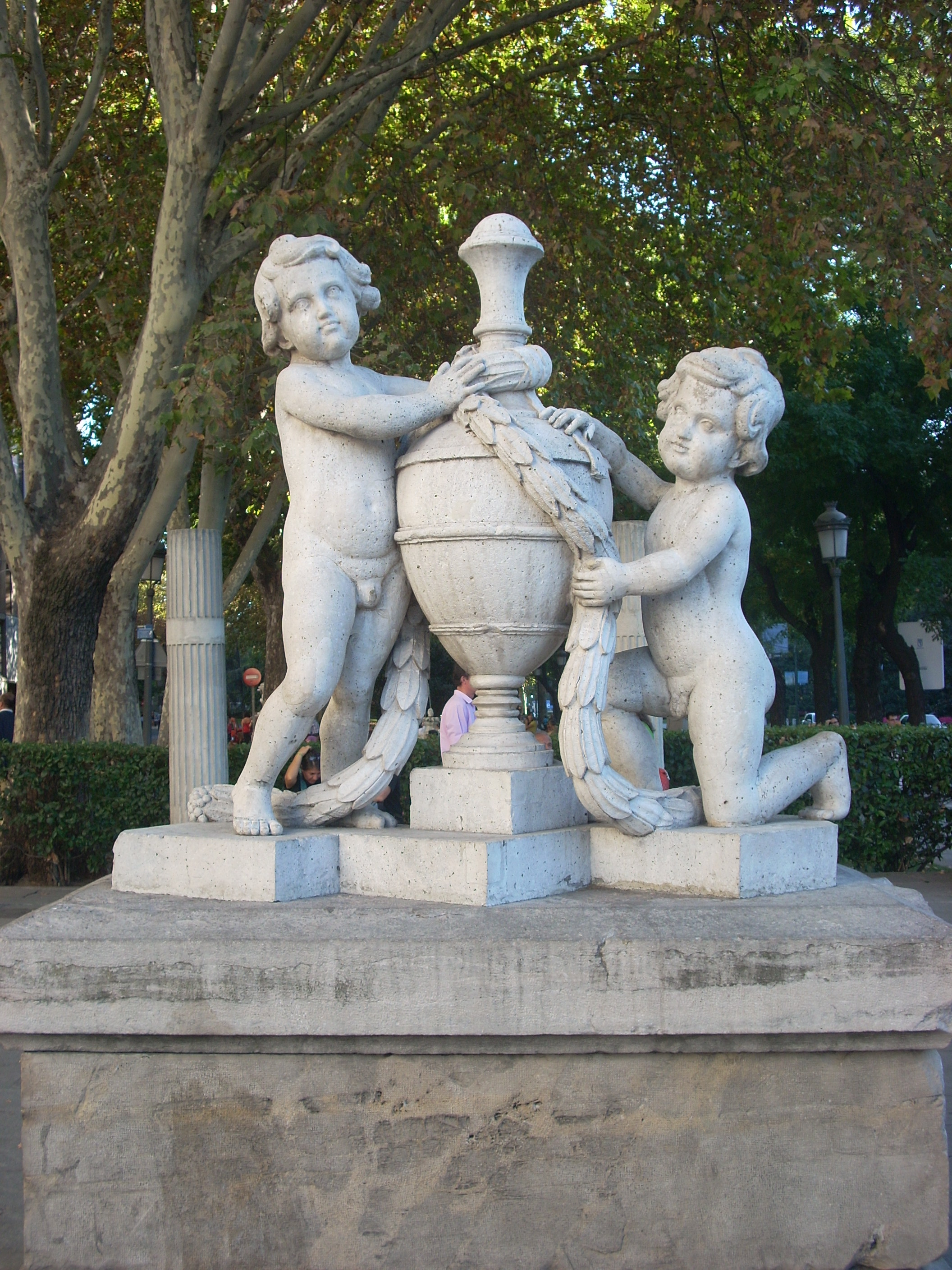
Estatua representando a dos niños con un jarrón, en el Paseo del Prado.

El Salón del Prado fue ordenado urbanísticamente por José de Hermosilla, el cual diseñó una planta longitudinal, con grandes fuentes de trecho en trecho (Cibeles, Neptuno y las Cuatro Estaciones o de Apolo). Las fuentes y los elementos decorativos fueron proyectados por Ventura Rodríguez, trabajando en las esculturas los más reconocidos escultores del momento.
El Salón del Prado discurría desde la actual plaza de Cibeles a la glorieta de Atocha (glorieta del Emperador Carlos V), distinguiéndose tres tramos. El primero, con la fuente de Apolo (o de las Cuatro Estaciones) en su centro, contaba con las de Cibeles y Neptuno en los extremos, recibiendo el nombre de Prado de Apolo. El segundo, iba desde Neptuno al Jardín Botánico, ante el cual se disponía una glorieta con cuatro pequeñas fuentes (en el cruce de la calle de Huertas), y por último, el paseo que discurría delante de la fachada principal del Jardín Botánico constituía el tercer tramo, al final del cual se colocó la fuente de la Alcachofa, levantándose al fondo como parte de la cerca del Salón, la Puerta de Atocha o de Vallecas. La obra se remató con el arreglo y ornato del paseo que desemboca en la Puerta de Alcalá (1774-1778) y la remodelación del paseo que por el sudeste se dirige hacia la Basílica de Nuestra Señora de Atocha.
Entre palacios a uno y otro lado, se asentaron el Gabinete de Historia Natural (hoy el edificio principal del Museo del Prado), el Real Jardín Botánico, la Platería de Martínez (en el lugar donde hoy está el Ministerio de Sanidad y el Observatorio Astronómico, todos proyectados por otro de los grandes arquitectos del rey: Juan de Villanueva.
La fuente de la Alcachofa se trasladó al ángulo suroeste del estanque del Parque del Retiro, aunque tiene una réplica moderna en el centro de la glorieta del emperador Carlos V.
De la época de creación del salón del Prado, aunque destinados inicialmente a residencias particulares, son el Palacio de Buenavista, en la intersección de la calle de Alcalá con la plaza de Cibeles, y el Palacio de Villahermosa (que acoge al Museo Thyssen-Bornemisza), en la esquina de la plaza de las Cortes con el paseo del Prado.

### Construcciones de los siglos XIX, XX y XXI
Ya en el siglo XIX se construyeron el palacio de Linares (1873), y el edificio del Banco de España (1891), ambos en la plaza de Cibeles, y la Bolsa de Comercio (1893). Edificios singulares del siglo XX son hoteles Ritz (1910) y Palace (1912), y el palacio de Comunicaciones (1919), obra maestra del arquitecto Antonio Palacios Ramilo.
A la importancia urbanística de esta zona hay que añadir la existencia de una concentración artística de gran interés, con el Museo del Prado, el Thyssen-Bornemisza y Museo Nacional Centro de Arte Reina Sofía, este último ya en la glorieta del Emperador Carlos V.
El 4 de noviembre de 1999 fue declarado bien de interés cultural, en la categoría de monumento, mediante un decreto publicado el día 11 del mismo mes en el Boletín Oficial de la Comunidad de Madrid.
En febrero de 2002, el arquitecto portugués Álvaro Siza ganó el concurso internacional convocado por el Ayuntamiento de Madrid para la remodelación del eje Prado-Recoletos y su entorno; el proyecto se inspiró en la concepción original del Salón del Prado y contempló la ampliación de los espacios peatonales, el incremento de las zonas verdes y la supresión de barreras arquitectónicas. No obstante, el proyecto ha sufrido cancelaciones, demoras y ha sido parcialmente replanteado y paralizado, y se puede considerar inconcluso, teniendo una fuerte oposición por parte de Carmen Thyssen-Bornemisza, arquitectos de prestigio y parte de la ciudadanía, al proponerse la tala de árboles y la inclusión de cinco vías que finalmente se redujeron a dos, para evitar una alta contaminación en el entorno del Museo Thyssen y el Banco de España.
El 6 de febrero de 2008 abrió sus puertas el espacio de divulgación cultural CaixaForum Madrid, que ocupa el antiguo edificio de la Central eléctrica del Mediodía (1899), transformado y remodelado para su nuevo uso por los arquitectos Jacques Herzog y Pierre De Meuron. Su interior alberga salas de exposiciones, conciertos y conferencias y una tienda-librería, entre otros espacios. Destaca, como parte de este complejo, el jardín vertical anexo al edificio principal, obra de Patrick Blanc.

## Iconografía de espacios históricos

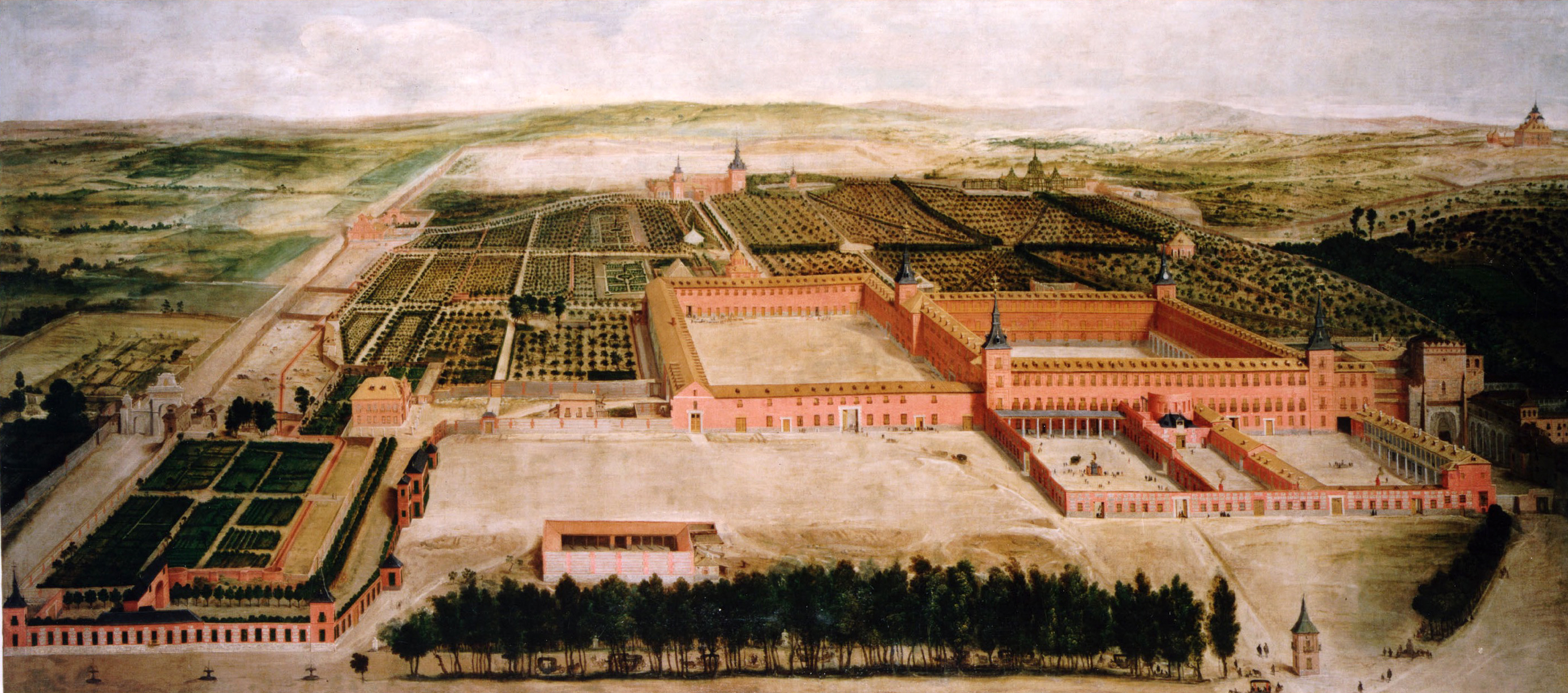
Pintura de 1637, atribuida a Jusepe Leonardo, donde se pueden apreciar el Prado de los Jerónimos (en el extremo izquierdo) y el Palacio y Jardines del Buen Retiro (en el centro y a la derecha)
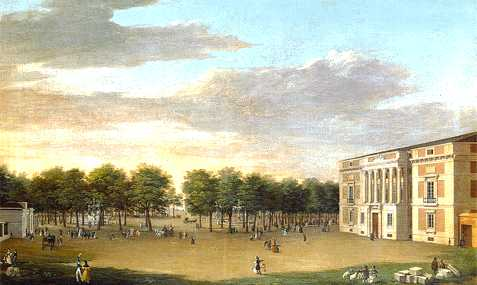
Vista del Salón del Prado desde la explanada entre el Museo del Prado y el Jardín Botánico a principios del siglo XIX (Entrada al Real Museo por la parte del Jardín Botánico, de Fernando Brambila)
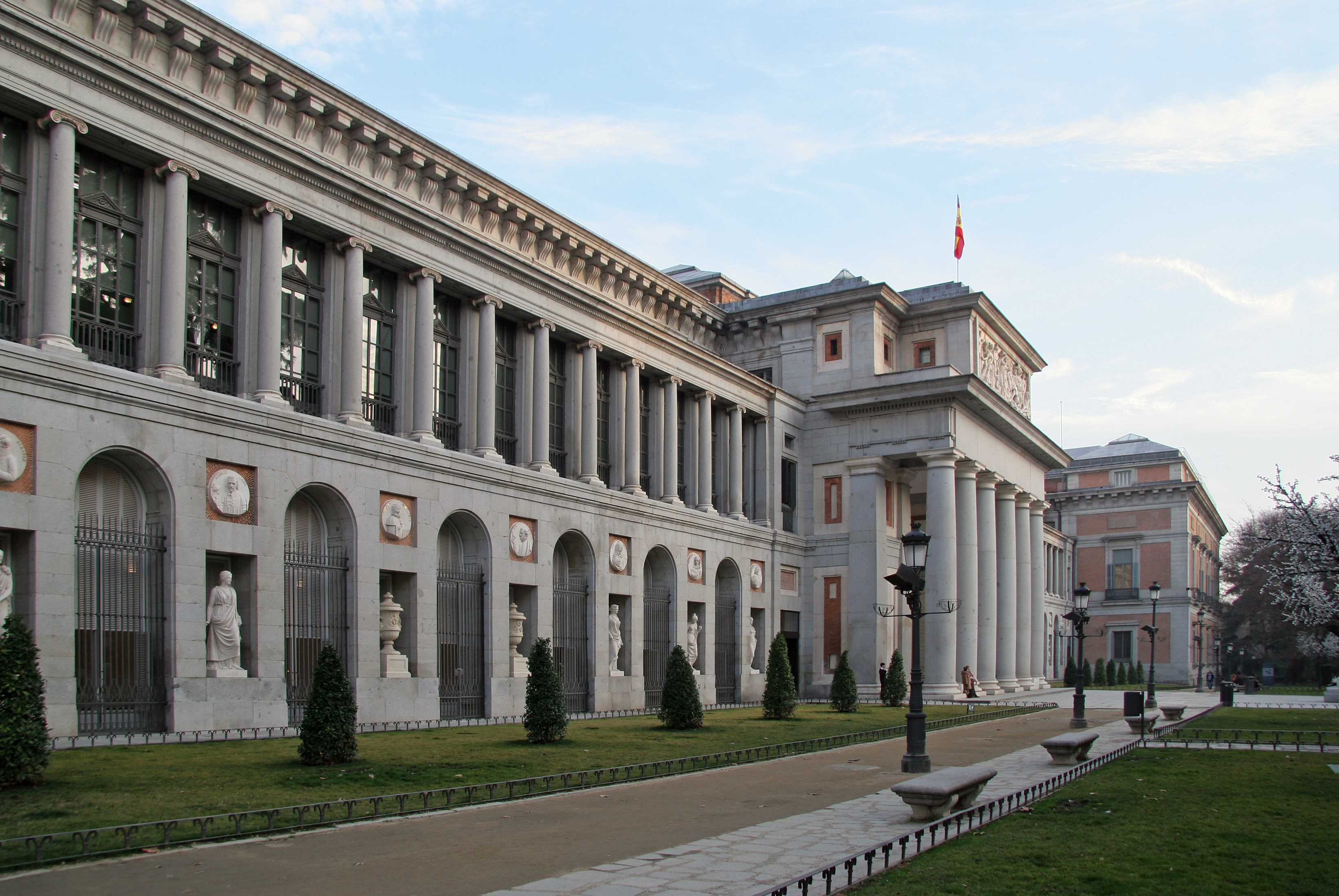
Edificio Villanueva del Museo del Prado, el conjunto de mayor interés arquitectónico del Paseo. Está considerado como la obra maestra del arquitecto Juan de Villanueva
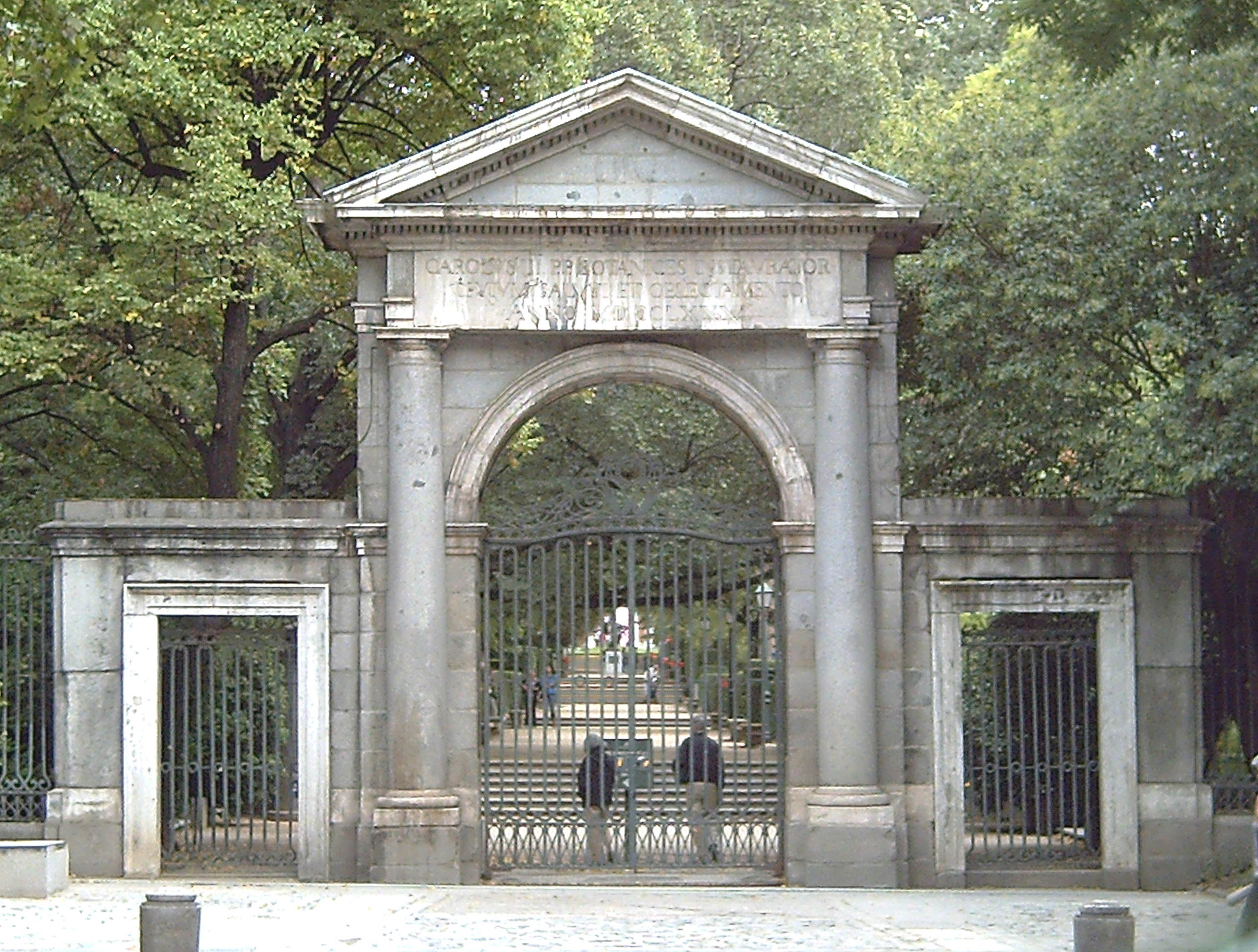
Puerta Real del Jardín Botánico, obra de Francesco Sabatini

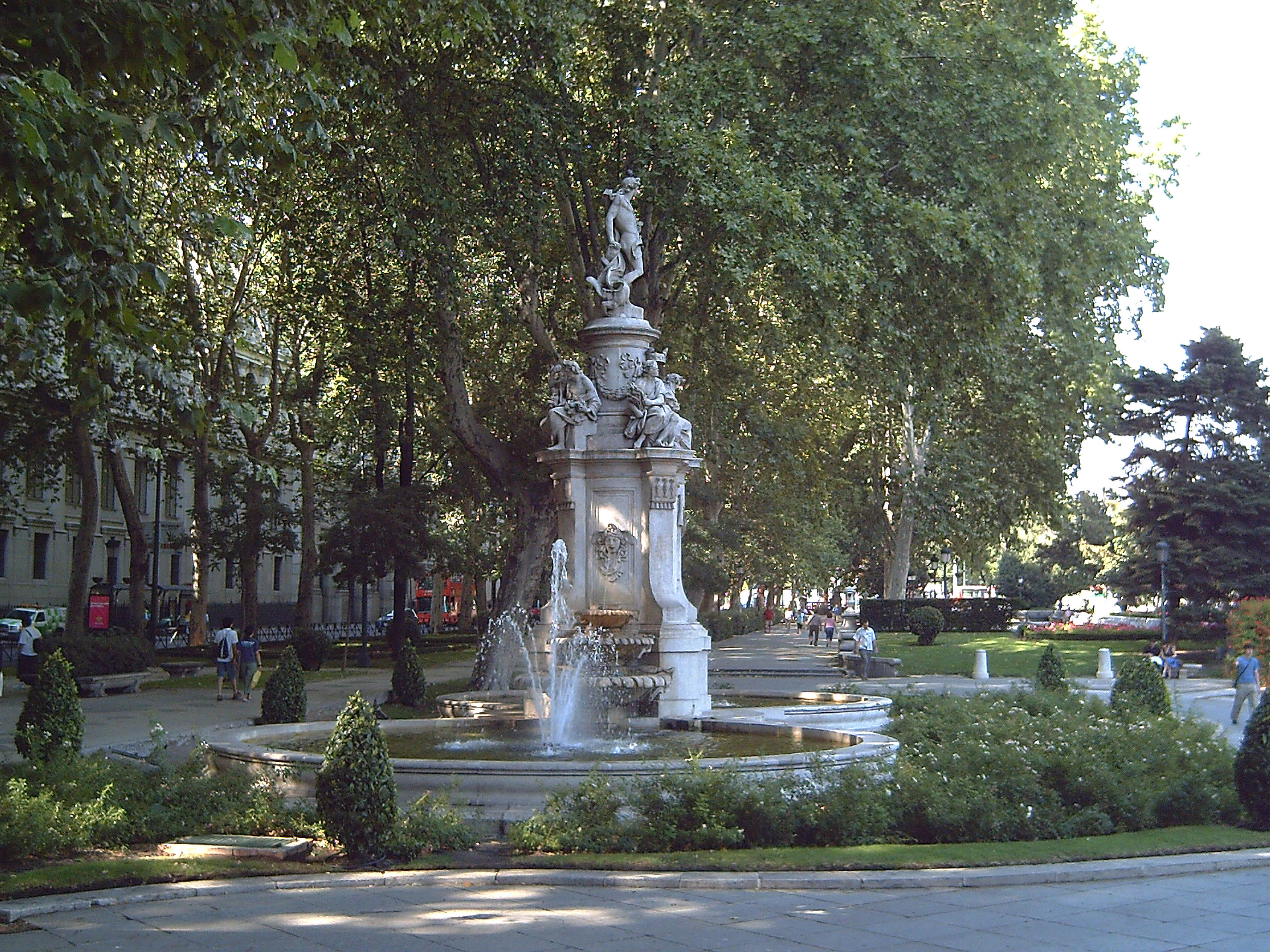
Fuente de Apolo, una de las fuentes monumentales diseñadas para ornamentar el Salón del Prado
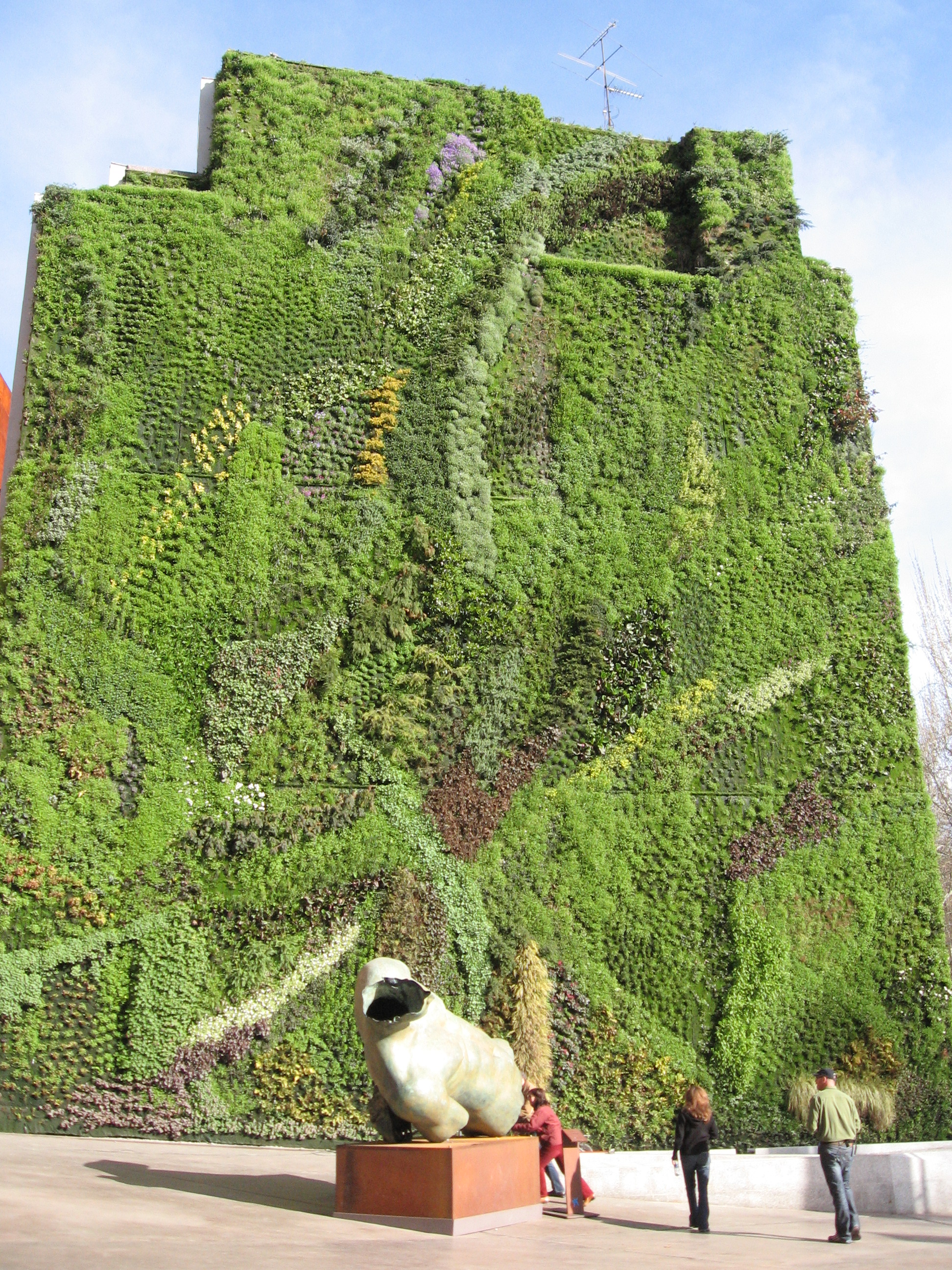
Jardín vertical del centro CaixaForum Madrid
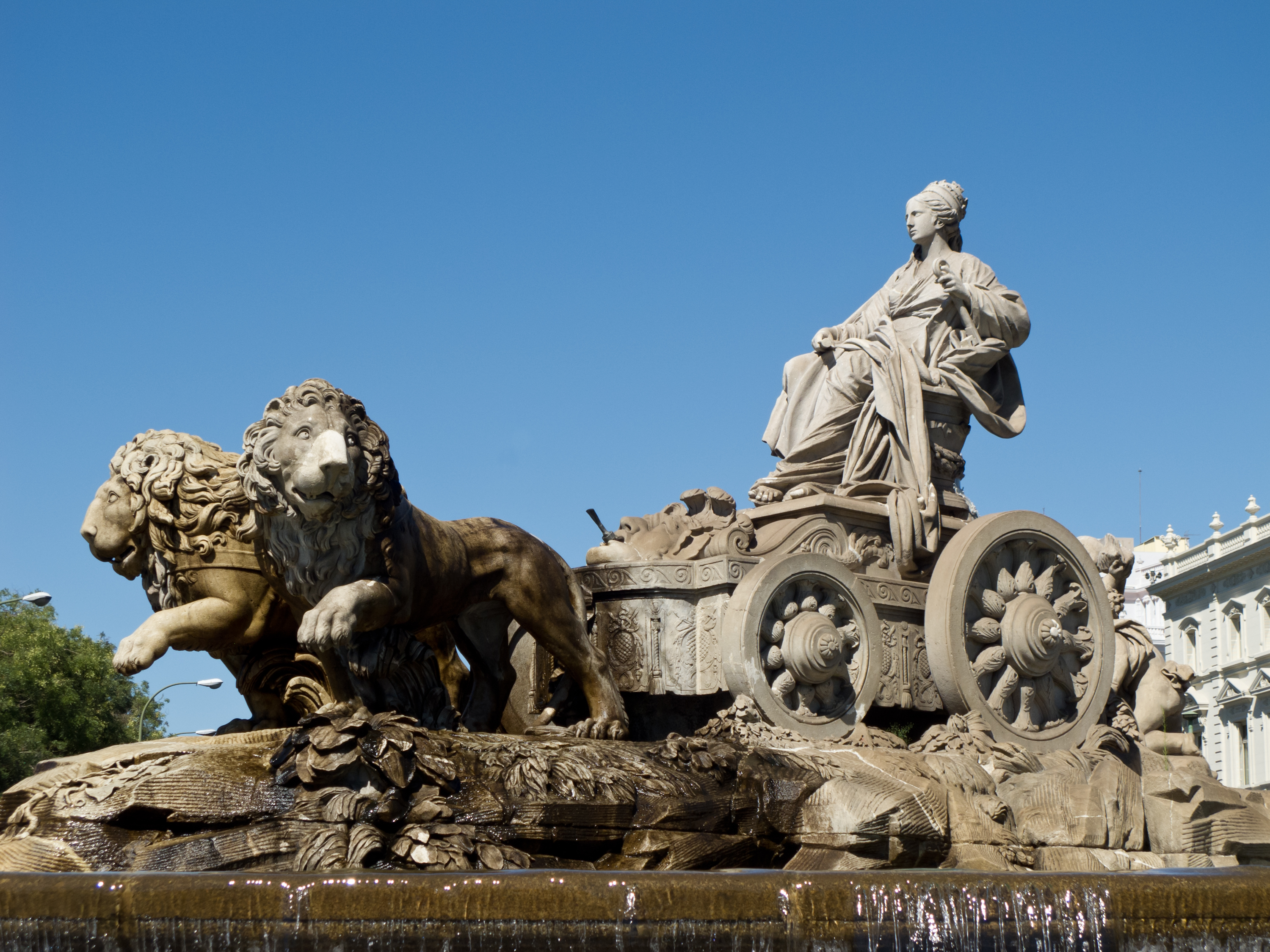
Fuente de Cibeles.
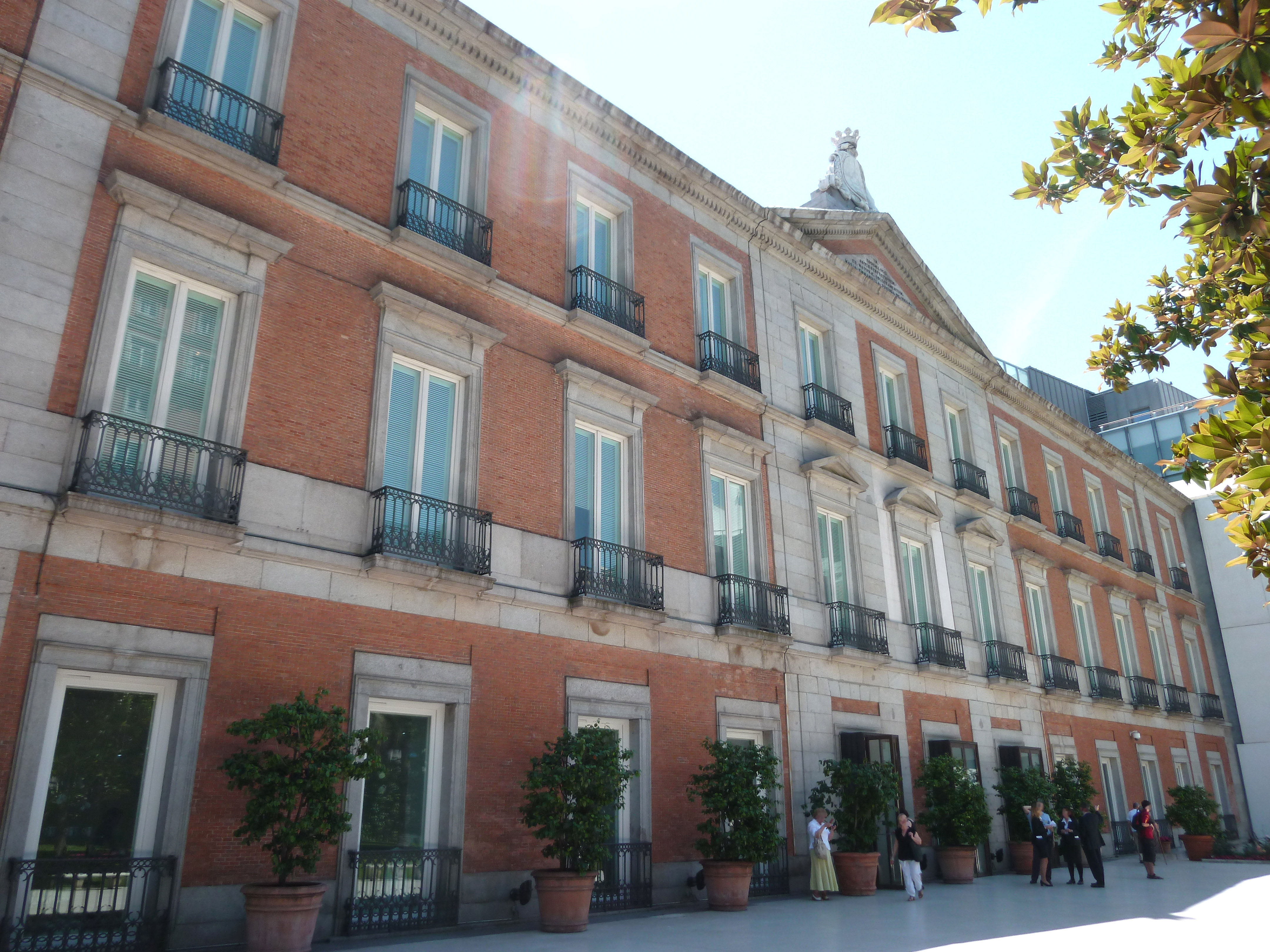
Museo Thyssen-Bornemisza.

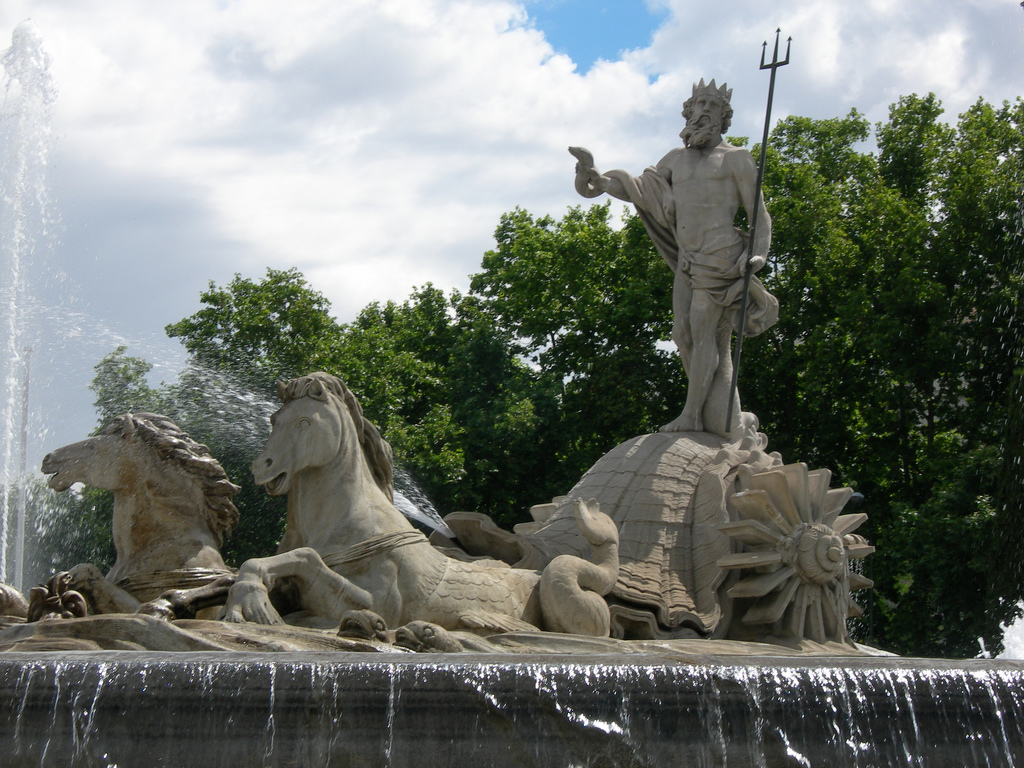
Fuente de Neptuno.
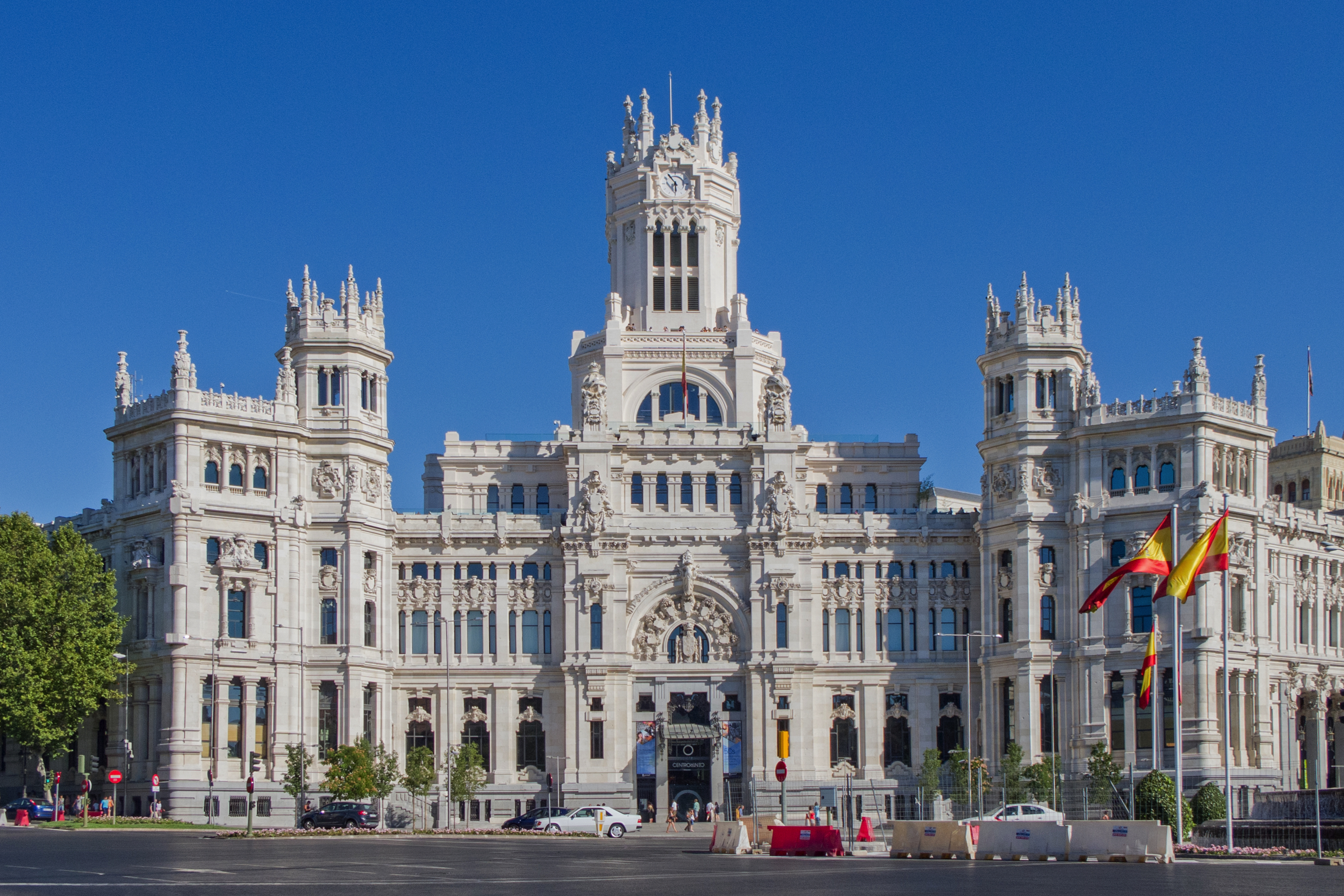
Palacio de Comunicaciones.
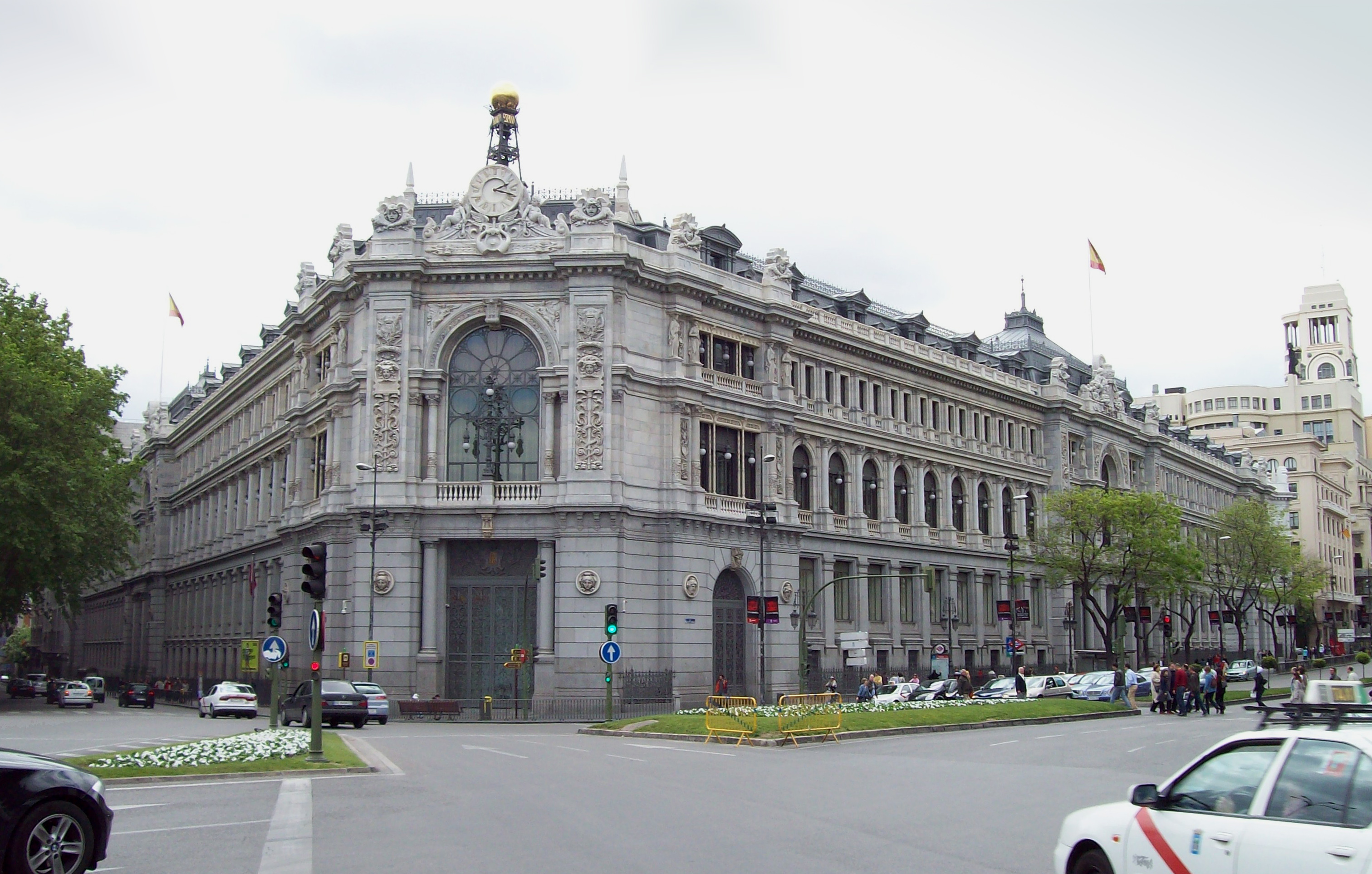
El edificio del Banco de España de Madrid con el C.B.A. a la derecha.